# 攻玉塾

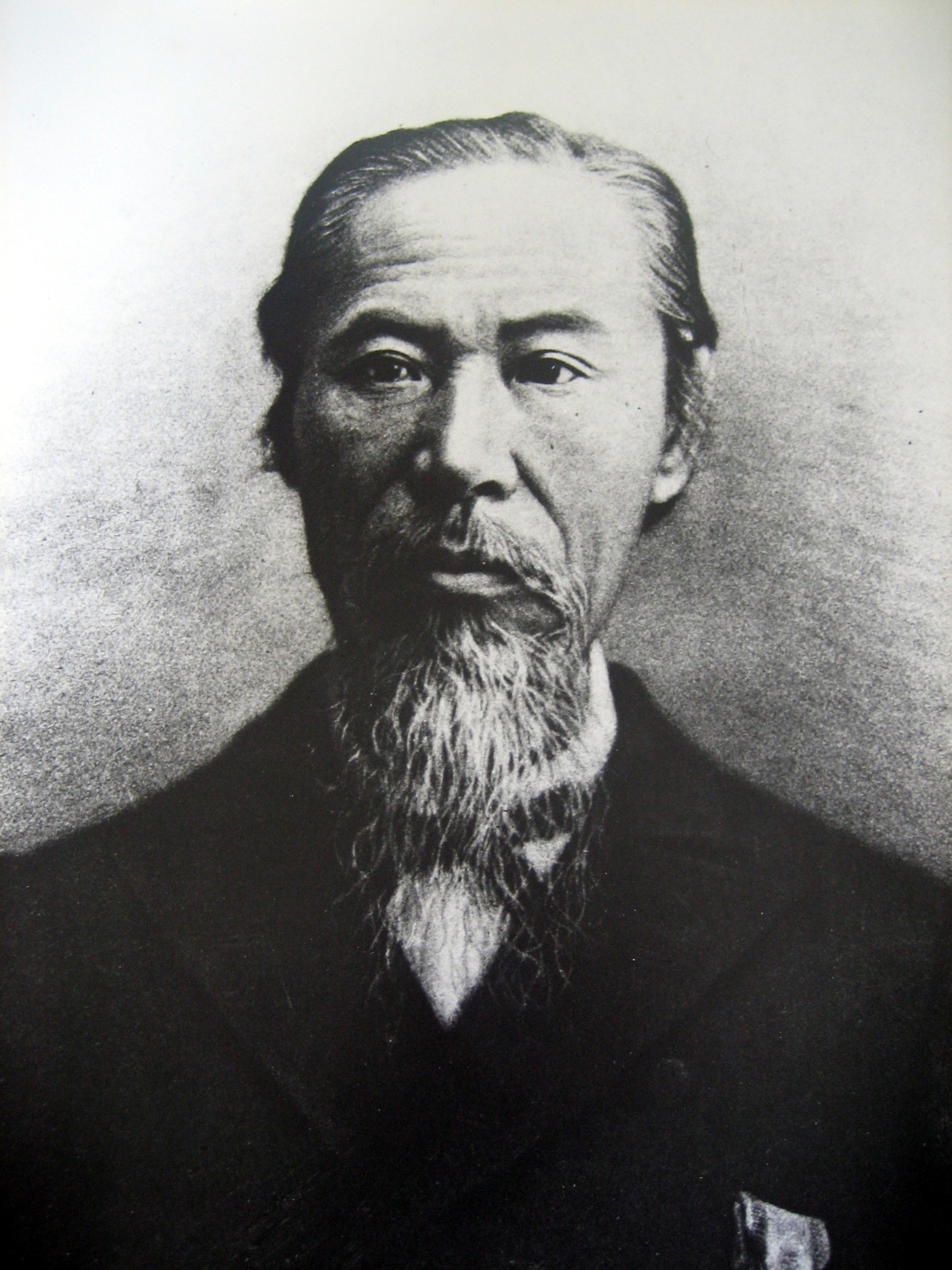
近藤真琴

攻玉塾（こうぎょくじゅく）は、近藤真琴（1831年〈天保2年〉 - 1886年〈明治19年〉）によって1863年（文久3年）の春夏の交に創立された日本の私塾。現在の攻玉社。福澤諭吉の慶應義塾、中村敬宇の同人社とともに三大義塾と称された。

## 沿革

### 攻玉社の創立
この塾を創立した近藤真琴は1863年（文久3年）に軍艦操練所に通い、オランダ式の航海測量を学んでいた。近藤真琴のオランダ語の学力は軍艦操練所に通いはじめてすぐに人々が知ることになった。近藤真琴と共に勉学に志していた者の中でオランダ語が苦手な者が近藤真琴に教えを乞うようになってきた。そのため近藤真琴は同年の春夏の交に四谷坂町の藩邸内の自宅にてオランダ語を同士たちに教えるようになった。このように攻玉塾は自然発生的に生まれた塾である。
開塾当初はピラールの『航海書』、レースの『海軍士官必携』を教科書としてオランダ語を教えた。また、すぐに数学についても教授した。そのうち航海術についても教える内容を広げてゆき、1866年（慶応2年）には英語を教授するにいたった。
塾名については、開塾当初は近藤塾などとよばれていたと考えられるが、近藤真琴は為錯塾と塾名をつけた。1868年（明治元年）に藩命にて鳥羽藩に戻らなければならなくなり為錯塾は自然消滅した。

### 再興から築地軍艦操練所の時代
近藤真琴は1869年（明治2年）に海軍の方から海軍操練所の教師になるように召出しをうけ、上京して、鳥羽藩邸で暮らすことになった。すると、すぐに旧門人が集い、さらに入塾を希望する者もあらわれた。近藤真琴は藩の許しを得て、ここに塾を再開した。
海軍操練所が新校舎に移ったとき、近藤真琴は兵部省より特別に塾の経営と寄宿に便利なように広く大きい長屋を貸与された。明治5年の私学明細表に、近藤真琴が「明治二年十一月ヨリ開業」と書いていたことからも、このころになって塾も体裁を備えたと言える。近藤真琴はこの塾を攻玉塾と命名した（塾名については後述）。
明治2年の暮れには、塾則、教則も整い、教授科目も数学、漢学、英学と広がっていった。